# Jannica Olin
Jannica Olin född och uppvuxen i Åstorp är en svensk skådespelerska. Hon har spelat i olika filmer och teateruppsättningar i Broadway och i London.
Sedan skådespelerskan drabbades av håravfall 2013 kallar hon sig ”Hollywoods enda skalliga blondin” och får mer varierande roller än det generella och vanliga ”the blonde girl next door”. Hon har även gjort en TEDx-föreläsning "Welcome to My New Normal" som tar upp hur det som tidigare definierade henne, det blonda håret, plötsligt försvann.

## Filmografi (urval)
- Clickbait (2019)
- Flight 666 (2018)
- Third Contact (2013)
- Jukka (2009)

Noter: 